# Goodwill Games 1998/Fußball
Bei den Goodwill Games 1998 wurde vom 25. bis 27. Juli 1998 ein Fußballturnier für Frauen-Nationalmannschaften ausgetragen. Mit den Vereinigten Staaten, China und Norwegen waren alle drei Medaillengewinner der Olympischen Sommerspiele 1996 am Start. Norwegen hatte zudem bei der Weltmeisterschaft 1995 den Titel gewonnen und die USA den dritten Platz belegt. Komplettiert wurde das Vierer-Feld durch Dänemark.

## Ergebnisse

### Turnierplan
|  | Halbfinale          | Halbfinale         |          |        | Finale | Finale |
|  |                     |                    |          |        |        |        |
|  | China               | 1 (4)1             |          |        |        |        |
|  | Norwegen            | 1 (2)0             |          |        |        |        |
|  |                     |                    |          |        |        |        |
|  |                     |                    |          |        |        |        |
|  | China               | 0                  |          |        |        |        |
|  |                     | Vereinigte Staaten | 2        |        |        |        |
|  |                     |                    |          |        |        |        |
|  | Spiel um Platz drei |                    |          |        |        |        |
|  |                     |                    | Norwegen | 1 (4)1 |        |        |
|  | Vereinigte Staaten  | 5                  | Dänemark | 1 (2)0 |        |        |
|  | Dänemark            | 0                  |          |        |        |        |

1 Sieg nach Elfmeterschießen

### Halbfinale
China – Norwegen 1:1 n. V. (1:1, 0:0), 4:2 i. E. 
| China                                                              | China | Norwegen | Norwegen |
| ------------------------------------------------------------------ | --- | --- | -------- |
| China                                                              | \| 1. Halbfinale \| \| Samstag, 25. Juli 1998 um 12:00 Uhr in Hempstead (Hofstra Stadium) \| \| Schiedsrichter: Richard Grady \| \| (norwegisch) Spielbericht \|                                   | \| 1. Halbfinale \| \| Samstag, 25. Juli 1998 um 12:00 Uhr in Hempstead (Hofstra Stadium) \| \| Schiedsrichter: Richard Grady \| \| (norwegisch) Spielbericht \| | Norwegen |
| China                                                              | Gao Hong • Fan Yunjie, Man Yanling, Xie Huilin, Zhao Lihong, Jin Yan (27. Zhang Ouying), Sun Wen, Liu Ailing, Bai Jie, Liu Ying (70. Wang Liping), Wang Jingxia, Qiu Haiyan Cheftrainer: Ma Yuanan | Bente Nordby • Brit Sandaune, Gøril Kringen, Hege Riise • Monica Knudsen (61. Unni Lehn), Henriette Viker, Silje Jørgensen (89. Anne Tønnessen), Elisabeth Fagereng, Kjersti Thun • Ragnhild Gulbrandsen, Linda Medalen, Marianne Pettersen Cheftrainer: Per-Mathias Høgmo | Norwegen |
| China                                                              | 1:1 Fan Yunjie (78.) | 0:1 Marianne Pettersen (75.) | Norwegen |
| China                                                              | Elfmeterschießen | | Norwegen |
| China                                                              | 1:0 Xie Huilin 2:1 Qiu Haiyan 3:1 Man Yanling 4:2 Sun Wen | 1:1 Hege Riise Gøril Kringen 3:2 Henriette Viker Kjersti Thun | Norwegen |
| 1. Halbfinale                                                      | | |          |
| Samstag, 25. Juli 1998 um 12:00 Uhr in Hempstead (Hofstra Stadium) | | |          |
| Schiedsrichter: Richard Grady                                      | | |          |
| (norwegisch) Spielbericht                                          | | |          |

Vereinigte Staaten – Dänemark 5:0 (3:0)
| Vereinigte Staaten                                                 | Vereinigte Staaten | Dänemark | Dänemark |
| ------------------------------------------------------------------ | --- | --- | -------- |
| Vereinigte Staaten                                                 | \| 2. Halbfinale \| \| Samstag, 25. Juli 1998 um 19:30 Uhr in Hempstead (Hofstra Stadium) \| \| Zuschauer: 6.970 \| \| Schiedsrichter: Johnny Jerome ( Vereinigte Staaten) \| \| (dänisch) Spielbericht \|                                                                        | \| 2. Halbfinale \| \| Samstag, 25. Juli 1998 um 19:30 Uhr in Hempstead (Hofstra Stadium) \| \| Zuschauer: 6.970 \| \| Schiedsrichter: Johnny Jerome ( Vereinigte Staaten) \| \| (dänisch) Spielbericht \| | Dänemark |
| Vereinigte Staaten                                                 | Briana Scurry • Lorrie Fair, Carla Overbeck, Kate Sobrero (Christie Pearce), Joy Fawcett, Brandi Chastain, Julie Foudy (Tisha Venturini), Michelle Akers (Cindy Parlow), Kristine Lilly (Shannon MacMillan), Tiffeny Milbrett (Debbie Keller), Mia Hamm Cheftrainer: Tony DiCicco | Christina Jensen • Karina Christensen (43. Hanne Sand Christensen), Marlene Kristensen, Lene Terp Jeanne Axelsen (78. Lise Søndergaard) • Birgit Christensen, Anne Dot Eggers Nielsen, Louise Hansen (71. Gitte Krogh), Katrine Pedersen, Christina Petersen (55. Janne Rasmussen) • Merete Pedersen (59. Lene Jensen) Cheftrainer: Jørgen Hvidemose | Dänemark |
| Vereinigte Staaten                                                 | 1:0 Tiffeny Milbrett (18.) 2:0 Michelle Akers (29.) 3:0 Mia Hamm (45.) 4:0 Mia Hamm (70.) 5:0 Mia Hamm (75.) | | Dänemark |
| 2. Halbfinale                                                      | | |          |
| Samstag, 25. Juli 1998 um 19:30 Uhr in Hempstead (Hofstra Stadium) | | |          |
| Zuschauer: 6.970                                                   | | |          |
| Schiedsrichter: Johnny Jerome ( Vereinigte Staaten)                | | |          |
| (dänisch) Spielbericht                                             | | |          |

### Spiel um Platz 3
Norwegen – Dänemark 1:1 n. V. (1:1, 1:0), 4:2 i. E. 
| Norwegen                                                        | Norwegen | Dänemark | Dänemark |
| --------------------------------------------------------------- | --- | --- | -------- |
| Norwegen                                                        | \| Spiel um Platz 3 \| \| Montag, 27. Juli 1998 um 18:00 Uhr in Hempstead (Mitchel Field) \| \| Zuschauer: 11.300 \| \| Schiedsrichter: Kevin Terry ( Vereinigte Staaten) \| \| (dänisch) Spielbericht \| | \| Spiel um Platz 3 \| \| Montag, 27. Juli 1998 um 18:00 Uhr in Hempstead (Mitchel Field) \| \| Zuschauer: 11.300 \| \| Schiedsrichter: Kevin Terry ( Vereinigte Staaten) \| \| (dänisch) Spielbericht \|                                                                                          | Dänemark |
| Norwegen                                                        | Bente Nordby • Brit Sandaune (46. Kjersti Thun), Gøril Kringen, Hege Riise • Unni Lehn (46. Solveig Gulbrandsen), Margunn Haugenes, Ingeborg Hovland, Henriette Viker, Silje Jørgensen (60. Monica Knudsen), Elisabeth Fagereng (46. Anne Tønnessen) • Ragnhild Gulbrandsen, Linda Medalen, Marianne Pettersen Cheftrainer: Per-Mathias Høgmo | Dorthe Larsen • Hanne Sand Christensen (34. Jeanne Axelsen), Marlene Kristensen, Lene Terp • Birgit Christensen, Anne Dot Eggers Nielsen, Louise Hansen, Katrine Pedersen, Christina Petersen (72. Janne Rasmussen) • Gitte Krogh, Merete Pedersen (57. Lene Jensen) Cheftrainer: Jørgen Hvidemose | Dänemark |
| Norwegen                                                        | 1:0 Unni Lehn (20.) | 1:1 Anne Dot Eggers Nielsen (82.) | Dänemark |
| Norwegen                                                        | Elfmeterschießen | | Dänemark |
| Norwegen                                                        | 1:0 Hege Riise 2:0 Linda Medalen 3:1 Marianne Pettersen 4:2 Henriette Viker | Anne Dot Eggers Nielsen 2:1 Gitte Krogh 3:2 Janne Rasmussen Louise Hansen | Dänemark |
| Spiel um Platz 3                                                | | |          |
| Montag, 27. Juli 1998 um 18:00 Uhr in Hempstead (Mitchel Field) | | |          |
| Zuschauer: 11.300                                               | | |          |
| Schiedsrichter: Kevin Terry ( Vereinigte Staaten)               | | |          |
| (dänisch) Spielbericht                                          | | |          |

### Finale
China – Vereinigte Staaten 0:2 (0:0)
| China                                              | China | Vereinigte Staaten | Vereinigte Staaten |
| -------------------------------------------------- | --- | --- | ------------------ |
| China                                              | \| Finale \| \| Montag, 27. Juli 1998 in Hempstead (Mitchel Field) \| \| Zuschauer: 11.307 \|                                                                  | \| Finale \| \| Montag, 27. Juli 1998 in Hempstead (Mitchel Field) \| \| Zuschauer: 11.307 \| | Vereinigte Staaten |
| China                                              | Zhao Yan • Man Yanling, Xie Huilin, Wang Jingxia, Fan Yunjie, Liú Kèlán Kèlín, Zhao Lihong, Qiu Haiyan, Liu Ying, Sun Wen, Zhang Ouying Cheftrainer: Ma Yuanan | Briana Scurry • Lorrie Fair, Carla Overbeck (46. Cindy Parlow), Kate Sobrero, Joy Fawcett, Brandi Chastain, Julie Foudy (46. Shannon MacMillan), Michelle Akers, Kristine Lilly, Tiffeny Milbrett (46. Debbie Keller), Mia Hamm Cheftrainer: Tony DiCicco | Vereinigte Staaten |
| China                                              | 0:1 Mia Hamm (66.) 0:2 Mia Hamm (87.) | | Vereinigte Staaten |
| China                                              | Ying (32.), Ouying (75.), Yunjie (83.) | | Vereinigte Staaten |
| Finale                                             | | |                    |
| Montag, 27. Juli 1998 in Hempstead (Mitchel Field) | | |                    |
| Zuschauer: 11.307                                  | | |                    |